# Orenaia ventosalis
Espèce
Orenaia ventosalis est une espèce d'insectes lépidoptères appartenant à la famille des Crambidae. Cette espèce est endémique de la région du mont Ventoux.